# Алдея-душ-Фернандиш
Алдея-душ-Фернандиш (порт.  Aldeia dos Fernandes) — фрегезия (район) в муниципалитете Алмодовар округа Бежа в Португалии. Территория — 20,48 км². Население — 619 жителей. Плотность населения — 30,2 чел/км².